# Luggude herred
Luggude herred (før 1658 dansk: Lugude herred) var et herred beliggende i Helsingborg len i det nordvestlige Skåne. 
I herredet ligger bl.a. Krapperup Slot, Kulla Gunnarstorp slot, Vram Gunnarstorp slot og Billesholm borgruin.